# Kowalski (zespół muzyczny)
Kowalski – polska grupa wykonująca muzykę z pogranicza popu i rocka. Popularnością w kraju cieszyły się takie kompozycje zespołu jak Monte Cassino, Marian, Spragniony Karoliny, Irlandia zielona, oraz Piosenka o Jędrku Lepieju.

## Historia
Grupa powstała w 2001 roku w składzie Grzegorz Szlapa, Zdzisław Ejsmond, Artur Falecki, Michał Okulicz i Ireneusz Wojtczak (znany ze współpracy z grupą IRA). 30 marca 2002 roku nakładem wytwórni muzycznej Pomaton EMI ukazał się debiutancki album zespołu zatytułowany Marian. Wydawnictwo zawierało jedenaście humorystycznych i łatwych do śpiewania kompozycji. Tytułowy utwór cieszył się znaczną popularnością w kraju, gdzie dotarł do 3. miejsca Listy Przebojów Programu Trzeciego Polskiego Radia. W ramach promocji debiutu muzycy zagrali szereg koncertów m.in. w Lublinie, Katowicach, Krakowie, Olsztynie, Warszawie, Poznaniu i Białymstoku. Nastąpiły też zmiany w składzie. Michała Okulicza na gitarze zastąpił Michał Kusz, a rok później Tomasz Rząd (współpracownik Patrycji Markowskiej).
W 2004 roku zespół wystartował w Krajowych Eliminacjach do Konkursu Piosenki Eurowizji 2004, gdzie zajął 13. miejsce. 27 marca został wydany drugi album zespołu pt. Swobodny przelot. Kompozycje na płycie prezentowały stopniowe odejście od humorystycznych kompozycji na rzecz rocka. Wkrótce potem zespół ponownie zagrał szereg koncertów w Polsce, m.in. w Zielonej Górze, Bydgoszczy, Szczecinie i Łodzi.

## Dyskografia
| Rok  | Tytuł                                                                        | Uwagi            |
| ---- | ---------------------------------------------------------------------------- | ---------------- |
| 2002 | Marian - Data: 30 marca 2002 - Wytwórnia: Pomaton EMI - Format: CD           | - Album studyjny |
| 2004 | Swobodny przelot - Data: 27 marca 2004 - Wytwórnia: Pomaton EMI - Format: CD | - Album studyjny |

| 2002                           | "Marian"                    | 3  |
| 2002                           | "Piosenka o Jędrku Lepieju" | 23 |
| 2002                           | "Spragniony Karoliny"       | 21 |
| 2002                           | "Irlandia zielona"          | 24 |
| "—" pozycja nie była notowana. |                             |    |